# Stobe - Breg
Stobe - Breg este o arie protejată (arie specială de conservare — SAC, sit de importanță comunitară — SCI) din Slovenia întinsă pe o suprafață de 100,33 ha, integral pe uscat.

## Localizare
Centrul sitului Stobe - Breg este situat la coordonatele 45°35′03″N 15°09′46″E / 45.5841°N 15.1629°E.

## Înființare
Situl Stobe - Breg a fost declarat sit de importanță comunitară în aprilie 2004 pentru a proteja 2 specii de animale. Situl a fost protejat și ca arie specială de conservare în februarie 2012.

## Biodiversitate
Situată în ecoregiunea continentală, aria protejată conține 1 habitat natural: Peșteri inaccesibile publicului.
La baza desemnării sitului se află mai multe specii protejate:
- amfibieni (1): proteu de peșteră (Proteus anguinus)
- nevertebrate (1): fluturele-tigru (Callimorpha quadripunctaria)